# Inkey család

A pallini Inkey család címere

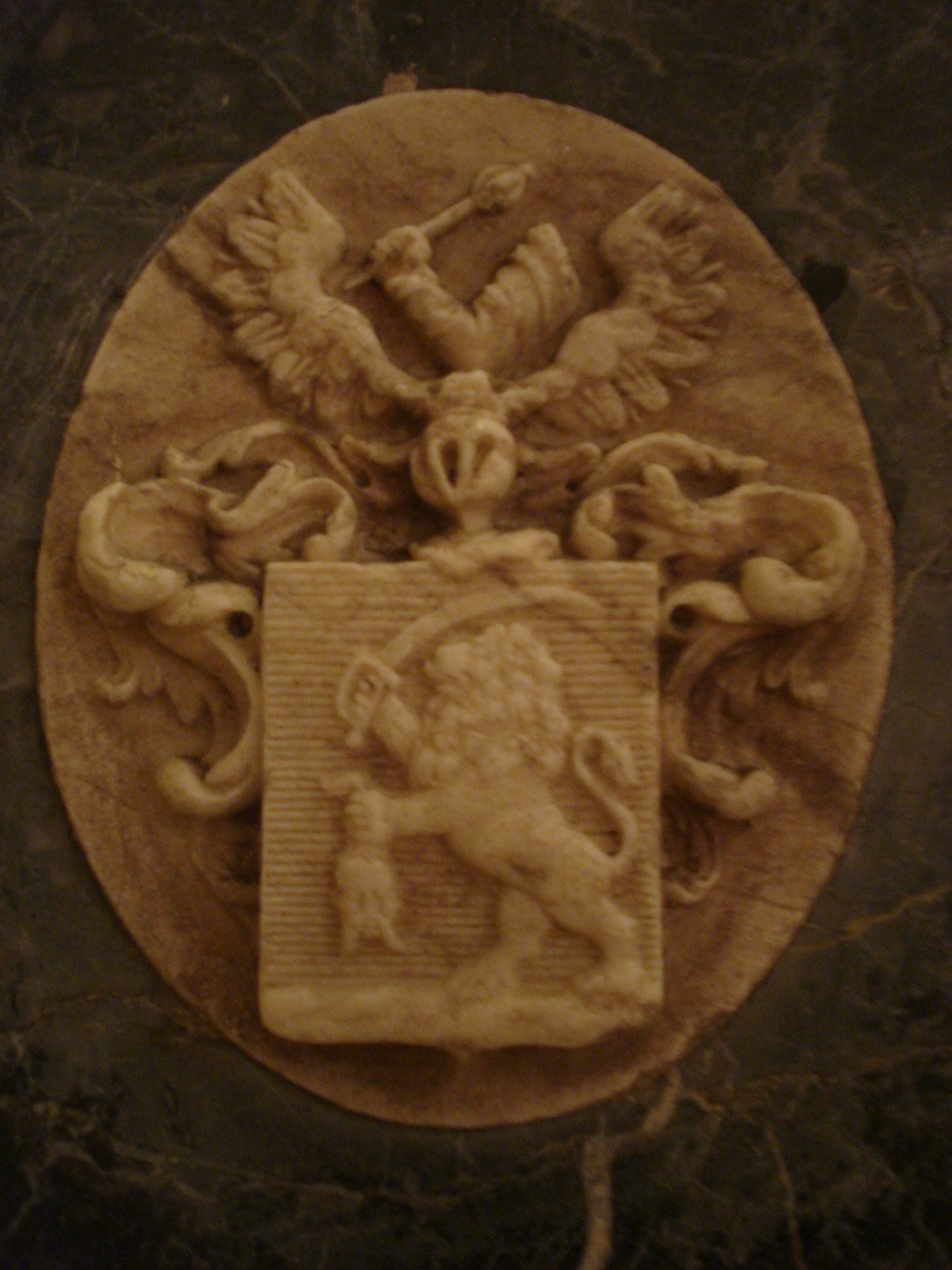
A Inkey család címere

A nemes illetve báró pallini Inkey család egy dunántúli nemesi család volt, amelynek birtokközpontja a Pallin nevű helyiségben Nagykanizsa környékén helyezkedett el. A család Somogy megyei ágának, azaz Inkey Gáspár ágának a kastélya Iharosberényben található. A bárói rangot a Zala megyei ágból származó Inkey Ede (1803–1877) királyi kamarás és tábornok 1856-ban, Inkey Ferdinánd Kőrös vármegye alispánja 1875-ben szerezte meg; a Somogy vármegyei ágból Inkey József 1895-ben szerezte meg bárói rang adományát.

## Története

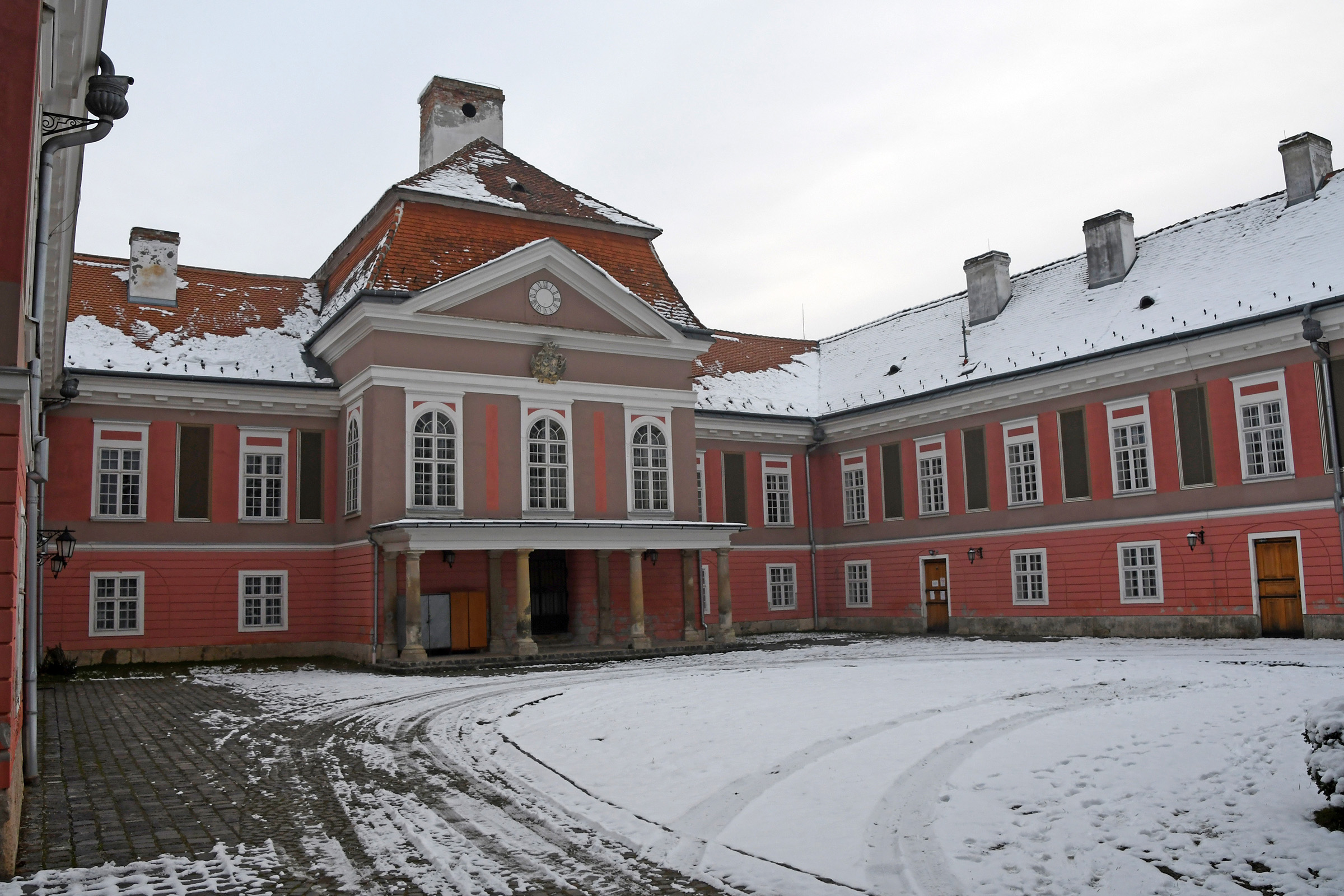
A báró pallini Inkey család iharosberényi kastélya.

Iharosberényben 1726-ban telepedtek le az Inkeyek, kastélyukat 1750-ben, Inkey Gáspár építette és ekkor kezdődött meg a kastélypark kialakítása is. A község 1726-tól az Inkey család birtoka volt, és az is maradt 219 esztendőn át, egészen 1945-ig. A két évszázad alatt meghatározó szerepet játszottak a község életében. A családról az a monda járja a környéken, hogy ősük kanász volt, aki lefejezett egy török basát miközben az egy patak fölé hajolva éppen szomját oltotta. Állítólag ezért kapta azt a kiváltságot, amely értelmében birtokába szállottak mindazon földek, melyeket egy nap alatt körül tudott lovagolni. A mondabeli patakot ma is mutogatják az idősebbek „Petekút” néven. A valóságban a pallíni Inkey család magát a Dunántúlon ismert Inkey Loránth családdal egy közös törzsből eredezteti, mely a 17. század végén a hangzatosabb Inkey nevet vette használatba. A család a Dunántúlon és Horvátországban is rendelkezett birtokokkal.
Nemessége állítólag 1419-ben erősíttetett meg. A családfa élén álló Inkey Ferenc fiát 1693-ban meggyilkolták és csak lányai maradtak. Másik fia, János, még a 17. század végén nádori adományt vett Rigyác, Petri, Eszteregnye helységbeli birtokaira, majd megszerezte a fiú örökös nélkül meghalt Nagy Ferenc leányaitól Iharosberény, Sormás, Újudvar, Iharos, Miháld falvakat. Ezekre III. Károly királytól 1721. október 3-án adományt nyert, még Inkei Loránth néven. Ekkor kerül birtokába az előnevet adó Palin község is, és utána vette föl a család a pallini Inkey nevet.
Inkey Ferenc légrádi kapitány, zalai követ és Horváth Dorottya fia Inkey János (†1747) először 1702 és 1710 között, majd 1715 és 1732 között Zala vármegye alispánja volt, majd 1735-ben királyi tanácsosi rangra emelkedett. Pallini Inkey János mezőszegedi Szegedy Máriát, mezőszegedi Szegedy Pál somogyi alispán és telekesi Török Katalin lányát vette feleségül, aki hat gyermeket adott neki. Fiai közül kettő, Inkey Gáspár és Inkey Boldizsár két ágra bontotta a családot, melynek mindkét ága a "pallini" előnevet használta, az ősi birtoka után. Inkey Boldizsár és Inkey Gáspár leánytestvére pallini Inkey Petronella (1722–1796), akinek a férje báró kissennyei Sennyey Antal (1713–1771), földbirtokos volt.

### Inkey Gáspár ága
Inkey Gáspár (1716-1776) katonai pályát választott. Már 1756-ban a Dessewfy ezred ezredese lett, 1772-ben már tábornoka volt. Ő építette 1750-ben a család iharosberényi kastélyát, illetve 1786-ban a (családi) nagykanizsai Inkey kápolnát. A család kriptája Iharosban, kápolnája Nagykanizsán, kastélya Iharosberényben található. 1815 és 1817 között a kastélyhoz tartozó birtok jószágigazgatója volt Bartosságh József gazdasági író is. Rendkívüli vagyonos köznemesként, Inkey Gáspár, Mária Terézia úrbérrendezés korában 12 birtokkal, 3432 úrbéri holddal és 597 jobbággyal rendelkezett. Inkey Gáspár hitvese Von Rappold Mária (†1760) volt, akitől 5 gyermeke született, azonban csak Inkey Károly (†1809), Somogy vármegye alispánja, földbirtokos vitte tovább a családot. Inkey Károly Győrben 1771. június 20-án feleségül vette nemes Jeszenovszky Anna (1755–1807) kisasszonyt, Jeszenovszky Sámuel és Szeleczky Julianna lányát. Inkey Károly és Jeszenovszky Anna frigyéből 7 gyermek született: a legkisebb fiúgyermeke Inkey János (1787–1808), akinek a neje gróf Hoditz Eleonóra volt, azonban magtalan lett a házasságuk; a legidősebb fiúgyermek, Inkey Antal (1776-1831) somogyi szolgabíró, földbirtokos, tovább vitte a családot.
Inkey Antal (1776-1831) somogyi szolgabíró Szentléránton 1808. május 23.-án házasságot kötött tarródházi Kiss Terézia (1791-1840) kisasszonnyal, akinek a szülei tarródházi Kiss Ignác (1762-1816), földbirtokos, táblabíró, és az ősrégi nemesi lengyeltóti Lengyel család sarja, lengyeltóthi Lengyel Anna (1768–1843) voltak. Inkey Antalné tarródházi Kiss Terézia anyai nagyszülei lengyeltóthi Lengyel Imre (1745–1799), földbirtokos és báró kesselõkõi Majthényi Eszter voltak. Inkey Antal és tarródházi Kiss Terézia fia, pallini Inkey József (1813-1900), országgyűlési képviselő, földbirtokos, aki 1895. november 17-én bárói rangot szerzett. Inkey József házasságot kötött Fülén 1838. november 4-én gróf Batthyány Gabriella (1814-1845) kisasszonnyal, gróf Batthyány István (1786–1865), királyi kamarás, földbirtokos, és gróf Bolza Antónia (1788-1836) lányával. Báró Inkey Józsefné gróf Batthyány Gabriella apai nagyszülei gróf Batthyány Imre (1744–1819), földbirtokos, és gróf hallerkeői Haller Mária Anna (1756–1814) voltak. Inkey Antal és tarródházi Kiss Terézia legifjabb gyermeke, pallini Inkey Zsigmond (1819–1886), aki 1846. február 24.-én feleségül vette gróf németújvári Batthyány Antóniát (1827–1902), a sógornőjének a húgát. Az egyik lánya Inkey Zsigmondnak és grof Batthyány Antóniának pallini Inkey Gabriella (1846–1916), akinek a férje malomvízi Kendeffy Árpád (1839–1881), földbirtokos volt. Az egyik fia Inkey Zsigmondnak és gróf Batthyány Antóniának Inkey Béla (1847–1921) geológus, agrogeológus. Erdélyben végzett ércteleptani és földtani térképezési munkái mellett nevéhez fűződik a magyarországi agrogeológiai kutatások megalapozása és elindítása. 1887-től a Magyar Tudományos Akadémia levelező tagja volt. A taródházi temetőben nyugszik a család egyik híres tagja, az akadémikus Pallini Inkey Béla (1847–1921) geológus, a magyar agrogeológiai kutatások megalapozója. Inkey Béla öccse, Inkey László (1861–1952), földbirtokos vitte tovább a családot; első felesége gróf zicsi és vázsonykeői Zichy Irén (1862–1891), a második hitvere pedig báró nagyjeszeni Jeszenszky Tilda (1885–1969) asszony volt.
Inkey József báró és Batthyány Gabriella grófnő fia, báró pallini Inkey István (1842-1905), főrendiház örökös tagja volt. Budapesten, 1870. július 19.-én, feleségül vette vásárosnaményi báró Eötvös Jolán (1847-1909) úrhölgyet, vásárosnaményi báró Eötvös József (1813–1871) jogász, vallás- és közoktatásügyi miniszter és barkóczi Rosty Ágnes (1825–1913) lányát. Inkey István báró és Eötvös Jolán bárónő egyik fia, báró pallini Inkey Pál (1876-1942) országgyűlési képviselő, a magyar főrendiház örökös tagja, felsőházi tag; a másik gyermekük báró Inkey József (1871–1945) költő, tartalékos huszárfőhadnagy, politikus, országgyűlési képviselő, főrendiházi tag, nagybirtokos volt.

### Boldizsár ága
Másrészt, Inkey Gáspár testvére, pallini Inkey Boldizsár (1726-1792) zalai másodalispán volt 1754. november 11. és 1757. augusztus 17. között, majd zalai elsőalispán 1757. augusztus 17-étől 1758. január 22-éig, és utána megint másodalispán 1758. január 7. és 1761. október 26. között. Inkey Boldizsárnak élete során több hitvese volt: első felesége a Zala megyei tekintélyes nemesi Szalapatakai Nagy család sarja, szalapatakai Nagy Julianna (1731-1767) asszony volt, akinek a szülei szalapatakai Nagy György zalai alispán és Lada Zsófia voltak. Első neje halála után 1769 április 5-én Ürményen vette feleségül ürményi Ürményi Katalint (1747-1772), Ürményi István és Moszticzky Borbála lányát, majd a harmadik felesége fületinczi Keltz Eleonóra (1746-1787), Keltz Ádám és Stark Anna lánya lett. Inkey Boldizsár kevésbé vagyonos volt mint a bátyja Inkey Gáspár, azonban ugyanakkor az egyik legmódosabb földbirtokos volt Zala vármegyében. Mária Terézia úrbérrendezés korában Inkey Boldizsár zalai 12 birtokkal, 776 úrbéri holddal és 63 jobbággyal rendelkezett.
Inkey Boldizsár és szalapatakai Nagy Julianna fia, idősebb pallini Inkey Imre (1757-1813) királyi tanácsos, földbirtokos volt. Inkey Imre első feleségétől, Jeszenovszky Franciskától (1756-1788) származott ifjabb pallini Inkey Imre (1788-1848), földbirtokos, aki zalai másodalispán volt 1825. június 6.-e és 1826. november 26.-a között, majd zólyomi főispán lett. Ifjabb Inkey Imre 1813. december 8.-án Miszlán feleségül vette a nemeskéri Kiss családból származó nemeskéri Kiss Jozefa (1795–1855) kisasszonyt, nemeskéri Kiss János (1752-1808) aranysárkánytűs vitéz, udvari tanácsos és Forintosházi Forintos Jozefa lányát. Inkey Imréné nemeskéri Kiss Jozefa öccse, nemeskéri Kiss Pál (1799–1863), császári és királyi kamarás, Fiume kormányzója 1837. és 1848. április 22 között, földbirtokos. Ifjabb pallini Inkey Imre zólyomi főispán és nemeskéri Kiss Jozefa fia, Inkey Ferdinánd (1829-1890), politikus, főrendiházi tag, Kőrös vármegye alispánja, földbirtokos, aki 1875. [[augusztus 17.]|augusztus 17]]-én a bárói rangra emelésben részesült.
Inkey Boldizsár és fületinczi Kelcz Eleonóra fia, pallini Inkey János (1781-1842) császári és királyi kamarás, földbirtokos, aki házasságot kötött báró Majthényi Erzsébet (1781-1843) kisasszonnyal, báró Majtényi József (1743-1797), földbirtokos, és pallini Inkey Jozefa (1749-1831) lányával. Inkey János kamarás és Majthényi Erzsébet bárónő frigyéből több fiú- és leánygyermek született; az egyik gyermekük báró pallini Inkey Ede (1803–1877) császári és királyi kamarás és tábornok, földbirtokos. Inkey Ede báró kétszer nősült meg azonban gyermekei nem születtek, így az ő bárói ága hamarosan kihalt. Unokatestvérének, ifjabb pallini Inkey Imre (1788–1848), császári és királyi kamarás és zólyomi főispánnak a fia, báró pallini Inkey Ferdinánd (1829–1890) politikus, főrendiházi tag, Kőrös vármegye alispánja, újabb bárói ágat alapított.
Inkey Boldizsár és harmadik feleségének, fületinczi Kelcz Eleonórának az egyik fia, Inkey Ferenc (1776–1836), királyi kamarás, földbirtokos, 1811. augusztus 5.-e és 1812. május 26.-a között zalai országgyűlési követ volt. Inkey Ferenc hitvesétől báró Triangi Karolina asszonytól született egyetlen gyermeke: Inkey Karolina, zalabéri Horváth Ede földbirtokosnak a felesége. Inkey Ferenc édestestvére, Inkey Ádám (1778-1845) földbirtokos, akinek a neje, felsőrajki Rajky Mária (1780–1833) volt; Inke Ádámné Rajky Mária szülei Rajky Boldizsár (1742-1814) földbirtokos és lovászi Jagasics Regina (1754-1812) voltak. Inkey Ádámné Rajky Mária anyai nagyszülei lovászi Jagasics András (1728–1786) Zala vármegye alispánja, táblabíró, földbirtokos és szalapatakai Nagy Magdolna (1734–1772) voltak. Inkey Ádámnak és Rajky Máriának egy fiú- és egy lánygyermek született: Inkey Gáspár (1800–1854), földbirtokos, és Inkey Otilia (1803-1839), akinek a férje, báró Brettschneider Frigyes (1802-1866) dragonyos főhadnagy volt. Inkey Gáspár (1800–1854) 1825. június 6.-a és 1829. június 1.-je között a kapornaki járás alszolgabírójaként tevékenykedett; felesége nemes Gludovácz Mária (1808-1891) asszony volt.
Inkey Gáspár és Gludovácz Mária legidősebb fiúgyermeke, Inkey László (1829-1901), országgyűlési képviselő, 1848-as honvéd főhadnagy, aki Aradon vette el sárosfai Bittó Ágnest, és leszármazottak nélkül hunyt el. A középső gyermeke Inkey Gáspárnak, Inkey Ádám (1830-1889), országgyűlési képviselő volt, aki nőtlen hunyt el. Gáspár legifjabb gyermeke, Inkey Kálmán (1843-1876), földbirtokos, aki 1867. május 6.-a és 1868. november 23.-a között a zalaegerszegi járás alszolgabírója volt. Inkey Kálmán házastársától, kamjonkai Szemző Lujza (1849-1921) asszonytól származó egyetlen leánygyermeke gróf németújvári Batthyány Pálné zalai főispánné pallini Inkey Mária Valéria (1873–1937) volt.

## A család kiemelkedőbb tagjai
- Inkey János (1673–1747) királyi tanácsos, Zala vármegye alispánja, földbirtokos.
- Inkey Boldizsár (1726–1792) királyi tanácsos, Zala vármegye alispánja, földbirtokos.
- idősebb Inkey Imre (1757–1813), királyi tanácsos, zalai alispán, táblabíró, földbirtokos.
- Inkey Ferenc (1776–1836), királyi kamarás, zalai követ, földbirtokos.
- Inkey János (1781–1842), királyi kamarás, zalai nemesi felkelősereg kapitánya, földbirtokos.
- ifjabb Inkey Imre (1788–1848) császári és királyi kamarás és zólyomi főispán, földbirtokos.
- báró Inkey Ede (1803–1877) császári és királyi kamarás és tábornok, földbirtokos.
- báró Inkey József (1813-1900) táblabíró, országgyűlési képviselő, nagybirtokos.
- báró Inkey Ferdinánd (1829–1890) politikus, főrendiházi tag, Kőrös vármegye alispánja.
- Inkey Béla (1847–1921) geológus, agrogeológus. Erdélyben végzett ércteleptani és földtani térképezési munkái mellett nevéhez fűződik a magyarországi agrogeológiai kutatások megalapozása és elindítása. 1887-től a Magyar Tudományos Akadémia levelező tagja volt.
- Báró Inkey József (1871–1945) költő, tartalékos huszárfőhadnagy, politikus, országgyűlési képviselő, főrendiházi tag, nagybirtokos.
- Báró Inkey Pál (1876–1942) országgyűlési képviselő, a magyar főrendiház örökös tagja, felsőházi tag, nagybirtokos.

## A család címere
A pajzs kék udvarában hármas halmon ágaskodó koronás oroszlán. Első jobb lábával buzogányt, a másikkal levágott török fejet tartva. A pajzs fölötti sisak koronáján páncélos kar könyököl, buzogányt tartva, kétfelől jobbról kiterjesztett fekete sasszárny között. A foszladék jobbról arany-kék, balról ezüst-vörös. A család címere látható az iharosberényi kastélyon is.

## Kastélyok, kúriák

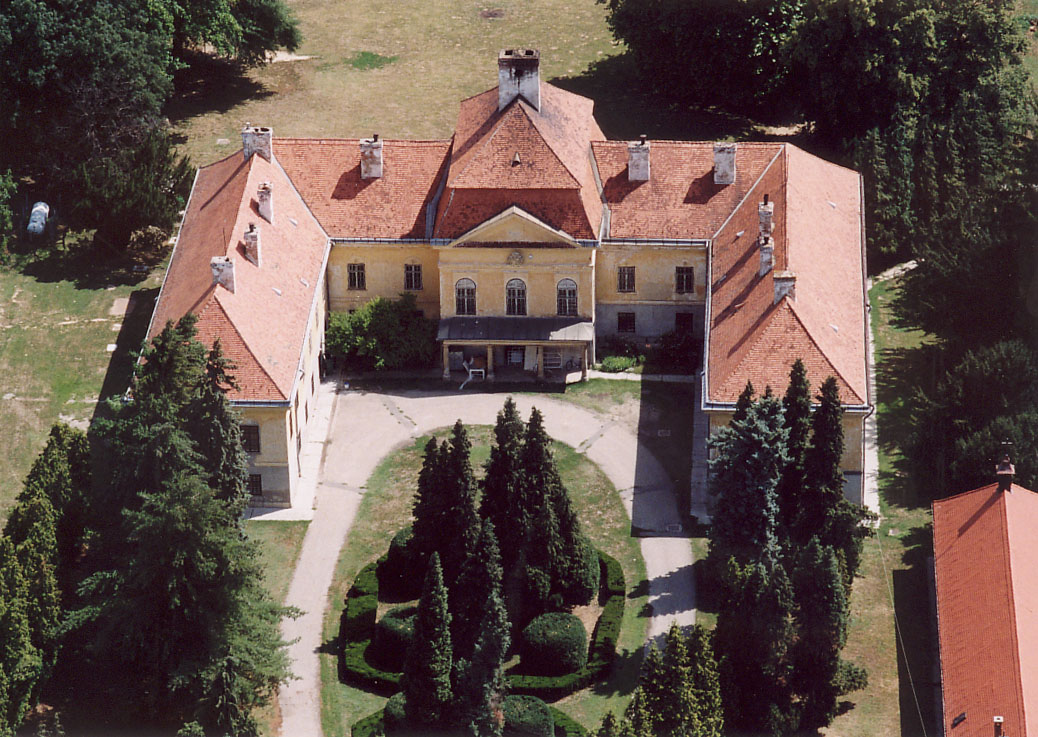
Az iharosberényi Inkey-kastély

## Lásd még
- Iharos
- Iharosberény
- Inkey Boldizsár (alispán)
- Nemeskér
- Palin
- Táplánszentkereszt
- Somogybabod

## Külső hivatkozások
- Az iharosberényi Inkey kastély (kép)